# Hibiscus clayi
Hibiscus clayi é um pequeno arbusto de flores encarnadas e cor-de-rosa, sendo originario da ilha de Kauai, (Hawaii). É uma espécie ameaçada de acordo com IUCN. O Hibiscus clayi pode ser facilmente confundido com outra especie de hibisco que habita na mesma ilha chamado Hibiscus kokio, sendo a principal diferença entre os dois a cor laranja que o Hibiscus kokio apresenta.
Classificada como em perigo de extinção pelo USFWS.

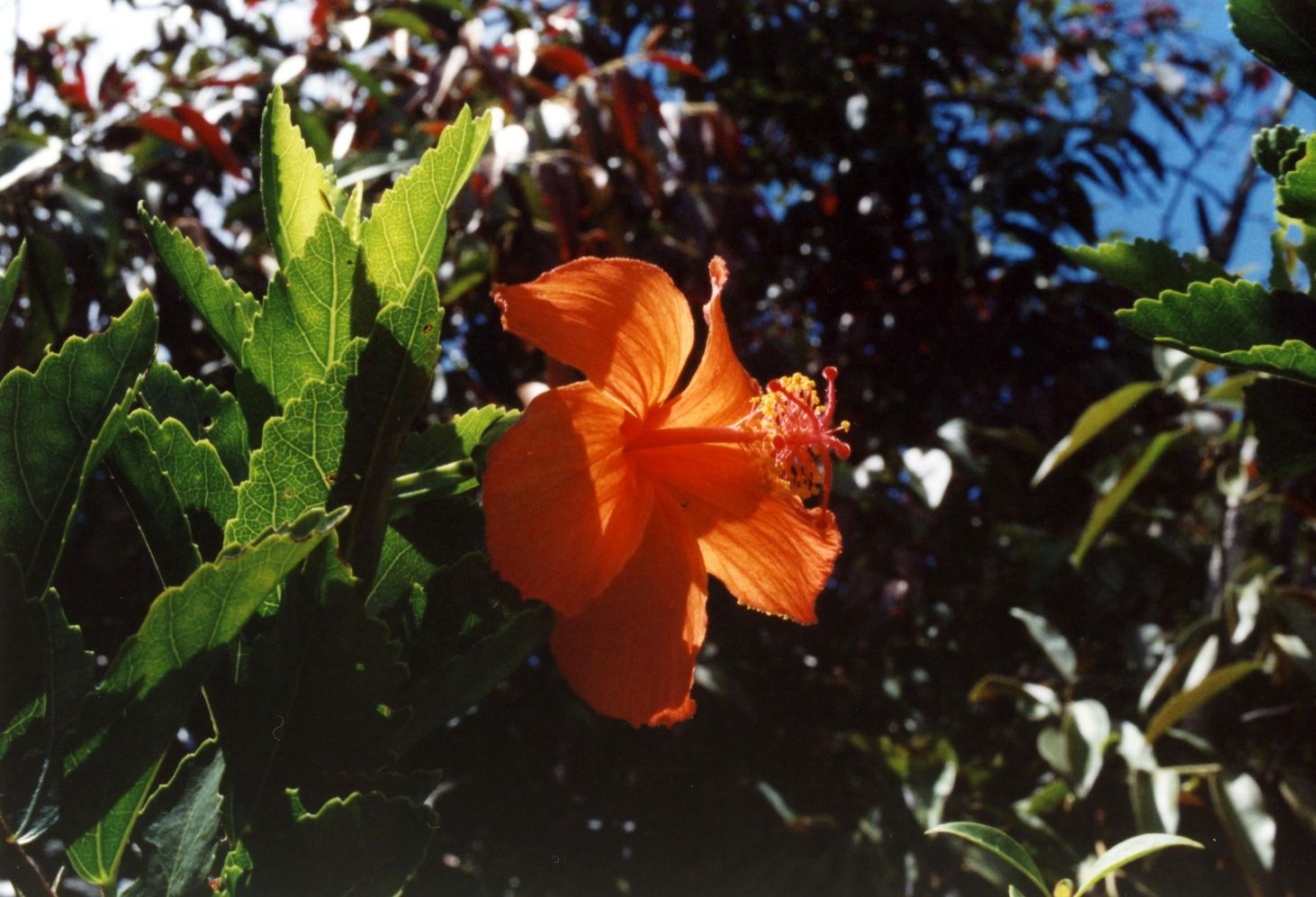
Hibiscus kokio.